# Erik Dalin
Erik Dalin, född 2 november 1980, är en svensk stuntman som arbetar för Svenska Stuntgruppen sedan 2002.

## Filmografi
- 2004 – Inga Lindström
- 2004 – Stinger
- 2005 – Frostbiten
- 2006 – Göta Kanal 2
- 2007 – Leo
- 2007 – Der Kommissar und das Meer
- 2008 – Threads of destiny

## Motion Capture
- 2007 - The Darkness - Xbox 360/PS3 - Starbreeze
- 2008 - The Chronicles of Riddick: Assault on Dark Athena - Xbox 360 - Starbreeze

### Fotnoter
1. ↑  ”Erik Dahlin”. IMDB.com. http://www.imdb.com/name/nm1819584/?ref_=fn_al_nm_1. Läst 21 februari 2013.